# Kiva (cráter)

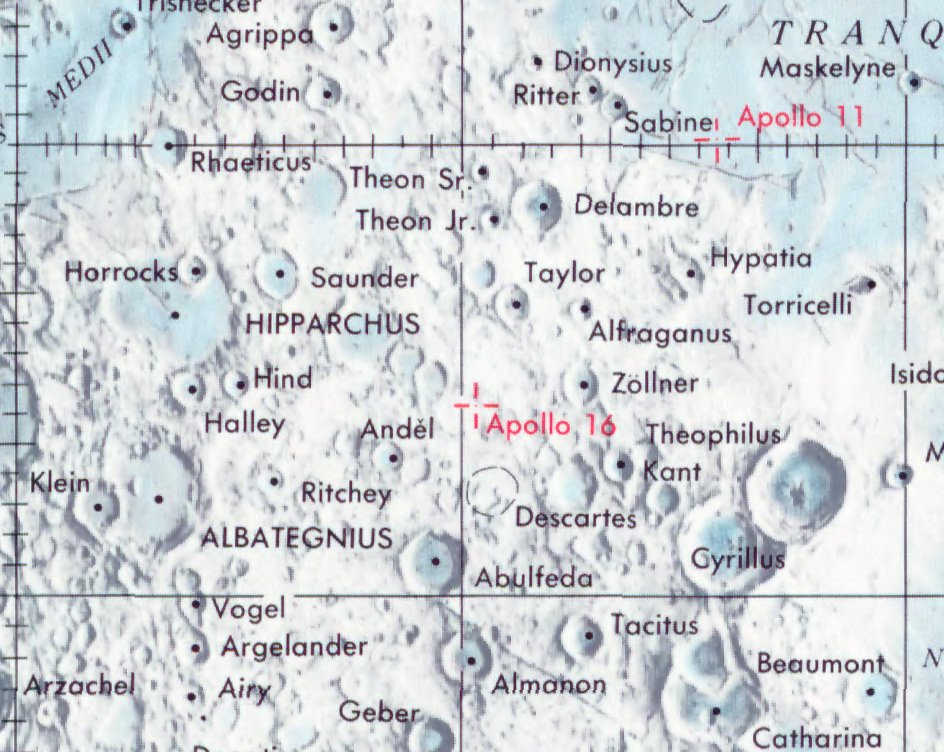
Localización del lugar de aterrizaje del Apolo 16

Kiva es un pequeño cráter lunar perteneciente a las Tierras Altas de Descartes, visitado por los astronautas del Apolo 16. El nombre del cráter fue adoptado formalmente por la Unión Astronómica Internacional en 1973. Su diámetro es un poco más pequeño que el de North Ray.
|  |

El módulo lunar Orion del Apolo 16 aterrizó entre los cráteres North Ray y South Ray el 21 de abril de 1972. Los astronautas John Young y Charles M. Duke exploraron el área entre los cráteres en el transcurso de tres EVAs utilizando un Lunar Roving Vehicle o rover. Visitaron North Ray en la EVA 3, donde situaron la Estación 11, a unos 4.4 kilómetros al norte del lugar de aterrizaje. En el camino, recorrieron el borde del cráter de tamaño similar pero más antiguo Palmetto, que está aproximadamente a 5 km al sur de Kiva.

## Denominación
El nombre del cráter fue adoptado formalmente por la UAI en 1973, y tiene su origen en las denominaciones topográficas utilizadas en la hoja a escala 1/50.000 del Lunar Topophotomap con la referencia "78D2S1 Apollo 16 Landing Area".